# Amazing Engine
Amazing Engine est un système générique de jeu de rôle. Le système permet à partir d'un modèle de base de jouer un type de personnage donné dans les différents univers proposés de la gamme.

## Éditeur
- TSR

## Parutions

### Règles
- Amazing engine system Guide (1993)

### Univers
- For Faerie, Queen and Country (1993)
- Bughunters (1993)
- Magitech (1993)
- Galactos Barrier (1994)
- Once & Future King (1994)
- Metamorphosis Alpha to Omega (1994)
- Kromosome (1994)
- Tabloid! (1994)